# Sunny Gold Melons
Sunny Gold Melons ist ein US-amerikanischer Pornospielfilm des Regisseurs Eddie Nova aus dem Jahr 2024. Er wurde bei den AVN Awards 2025 mehrfach ausgezeichnet und gewann den Preis als beste Komödie bei den XRCO Awards.

## Handlung
1975, Sunny Goldmelons, ein Mädchen aus Roosterpoot, Arkansas, erfährt, dass sie möglicherweise die Schlüsselfigur einer Familienprophezeiung ist. Die behütete und naive Sunny findet sich bald in den wilden und lustvollen Straßen von Los Angeles wieder, wo sie ein sexuelles Abenteuer nach dem anderen erlebt.

## Sexszenen
- Szene 1: Melody Marks, Tommy Pistol
- Szene 2: Melody Marks, Nicole Doshi, Robby Apples
- Szene 3: Sunny Suxx, Chanel Camryn, Charles Dera
- Sezene 4: Melody Marks, Nathan Bronson

## Auszeichnungen
- 2025: AVN Award – Best Screenplay – Feature: Eddie Nova
- 2025: AVN Award –  Best Supporting Actress: Chanel Camryn
- 2025: XRCO Award – Winner: Best Comedy